# Prinzessin Maleen
Prinzessin Maleen ist ein deutscher Märchenfilm aus dem Jahr 2015. Die Handlung beruht auf Motiven des Märchens Jungfrau Maleen der Brüder Grimm und wurde vom BR für die ARD-Reihe Sechs auf einen Streich produziert.

## Handlung
Die schöne Prinzessin Maleen soll vermählt werden. Sie lehnt jedoch den Favoriten ihres Vaters, des Fürsten Theodor, ab, da sie den armen Landgrafen Konrad liebt. Ihr Vater lässt sie in den Wehrturm sperren, wo sie sieben Jahre verbringen und die Liebe zu Konrad überdenken soll. Gehorsam wartet Maleen diese Zeit ab. Als danach jedoch niemand kommt, um sie herauszulassen, befreit sich Maleen selbst. Sie sieht ein Grabkreuz in der Nähe und muss erkennen, dass ihr Vater gestorben ist. Nun macht sie sich auf den Weg zum Landgrafen. Auch dieser hatte die sieben Jahre wie versprochen gewartet und macht sich schließlich zum Turm auf, findet die Prinzessin aber nicht mehr. Stattdessen entdeckt er ebenfalls das Grabkreuz nahe dem Turm. Um dieses hatte Maleen als letzten Gruß an ihren Vater ihr Tuch gewunden. Erschüttert schließt Konrad daraus, dass seine Geliebte inzwischen verstorben ist.
Die Grafschaft von Konrad steht mittlerweile kurz vor dem Ruin. Schon lange hatte der Gutsverwalter den Landgrafen gedrängt, eine reiche Frau zu heiraten, um die Grafschaft zu retten. Konrad aber wollte nichts davon hören und stets nur Maleen heiraten. Resigniert wirbt er nun um die Hand des reichen Edelfräuleins Walpurga von Schwarztal. Sie hat angeblich schon viele Freier abgelehnt, muss aber noch in diesem Monat heiraten, wenn sie nicht ihr Erbe an ihren Bruder verlieren will. Daher glaubt der Gutsverwalter, dass sie den Landgrafen nicht abweisen wird. Tatsächlich nimmt Walpurga Konrads Werben an.
So wird nun die Heirat vorbereitet und Walpurga trifft mit ihrer Zofe auf der Grafschaft ein. Allerdings zeigt sie sich stets nur verschleiert, sogar ihrem zukünftigen Ehemann. Entkräftet kommt auch Maleen nach langer entbehrungsreicher Wanderung auf Konrads Burg an. Da sie diese aber noch nie gesehen hatte, weiß sie nicht, dass die Grafschaft ihrem Geliebten Konrad gehört. Der Gutsverwalter erlaubt ihr, als Aushilfe während der Hochzeitsfeierlichkeiten in der Küche zu arbeiten. So bringt sie auch Essen zu Walpurga. Diese jedoch hat nicht, wie gemunkelt wurde, alle Freier abgelehnt, sondern wurde im Gegenteil von allen Freiern verlassen, sobald sie ihr entstelltes Gesicht zeigte. Walpurga beneidet die vermeintliche Küchenmagd um ihre Schönheit. Als sie über die – ihrer Meinung nach – ungerechte Verteilung der Schönheit nachdenkt, reift in ihr ein Plan: Um sicherzustellen, dass sie diesmal nicht verlassen wird, soll Maleen verschleiert ihre Stelle bei der Hochzeit einnehmen.
Walpurga lässt die Küchenmagd nochmals rufen und fragt sie aus. Als ihr Blick auf einen Ring fällt, den Maleen trägt, erklärt diese, dass dies ein altes Geschenk ihres Liebsten sei. Erfreut, etwas gefunden zu haben, womit sie Maleen erpressen kann, lässt sich Walpurga den Ring aushändigen. Aber anstelle, wie versprochen, den Ring gleich zurückzugeben, behält sie ihn und verlangt von Maleen, unbemerkt an ihrer Stelle vor den Altar zu treten und zu heiraten. Maleen muss schwören, ihren Schleier nicht zu lüften. Walpurgas Zofe soll sie streng überwachen.
Als Maleen im Hof dem Bräutigam gegenübersteht, erkennt sie entgeistert Konrad. Aber als sie ihren Schleier lüften will, sieht sie den warnenden Blick der Zofe. Auf dem Weg zur Kirche spricht die Prinzessin leise zu einem Brennnesselstrauch und einer Kirchentreppe, dass sie nicht die rechte Braut sei. In einem kurzen ungestörten Augenblick vor der Trauung, unbemerkt von der Zofe, legt Konrad seiner Braut eine Halskette um, die sich seit Generationen im Besitz seiner Familie befindet.
Nach der Vermählung lässt sich Walpurga von Maleen den Ehering aushändigen und gibt Maleen diesmal wie versprochen ihren Ring zurück. Nachdem Konrad für sie nun nutzlos geworden ist, will Walpurga ihn töten und reicht ihm einen Becher vergifteten Wein. Bevor er zum Trinken ansetzt, fragt Konrad Walpurga, was sie denn eigentlich zum Brennnesselbusch und zur Kirchentreppe gesagt habe. Überrascht versucht sie zunächst zu leugnen, dass sie überhaupt etwas gesagt hat. Konrad gibt sich damit jedoch nicht zufrieden. Daraufhin entschuldigt sie sich mit den Worten, dass ihre Zofe ihr Gedächtnis sei. Sie lässt nach ihr schicken und diese wiederum holt sich die Antworten von Maleen.
Da die richtigen Antworten jedoch den Betrug aufdecken würden („... bin die rechte Braut nicht...“), gibt Walpurga Maleens Aussagen völlig verstümmelt und sinnentstellt wieder. Auch trägt sie das geschenkte Geschmeide nicht. In Kombination mit dem merkwürdigen Verhalten Walpurgas beginnt Konrad, Verdacht zu schöpfen. Alarmiert versucht Walpurga, Maleen hinrichten zu lassen, mit der Begründung, sie habe ihr das Geschmeide gestohlen. Die Burgbewohner weigern sich jedoch, Maleens Versteck zu verraten. In der Zwischenzeit ist Konrad kurz davor, den Wein zu trinken. Aufgeschreckt vom Aufruhr im Hof, gießt er aber den Wein in eine Grünpflanze, welche sogleich eingeht. Nun erkennt er endgültig den Betrug und den Mordversuch und eilt in den Hof.
Dort findet er zu seiner großen Verwunderung und Freude Maleen, welche immer noch die Halskette und den Ring trägt. Die Ehe zwischen ihm und Maleen wird als gültig erklärt, Walpurga und ihre Zofe müssen das Anwesen ohne ihre Kutsche verlassen. Zudem hat Walpurga damit auch den Anspruch auf ihr Erbe mitsamt ihrem Schloss verloren, sodass selbst ihre Zofe sie verlässt.

## Hintergrund
Der Film wurde hauptsächlich in Südtirol auf Schloss Lebenberg, Schloss Moos-Schulthaus, Schloss Englar, im Naturschutzgebiet Castelfeder und in der Mayenburg gedreht. Die Fernseh-Erstausstrahlung erfolgte am 26. Dezember 2015.

Drehorte
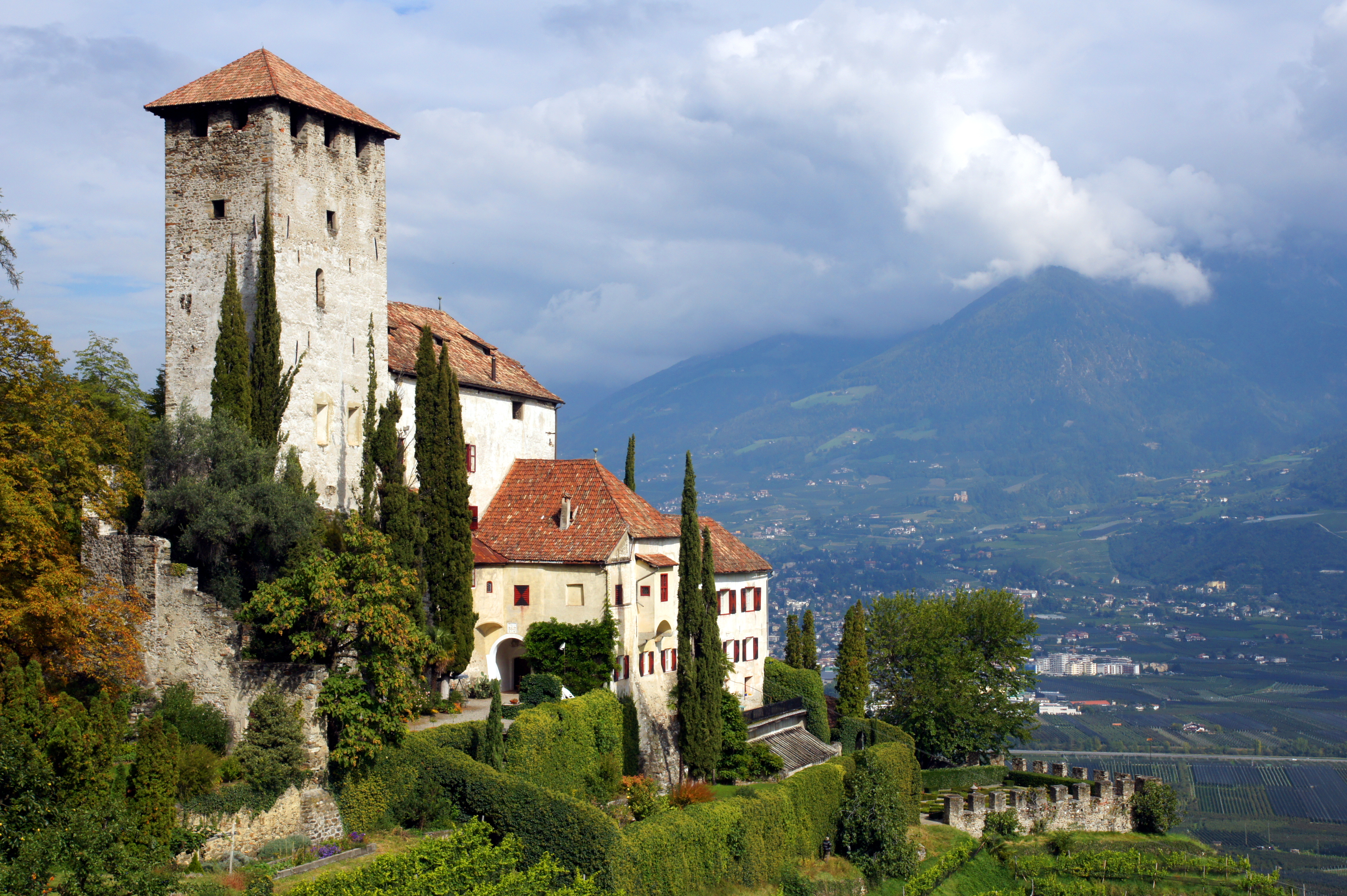
Schloss Lebenberg diente als Kulisse für das Schloss von Prinzessin Maleen
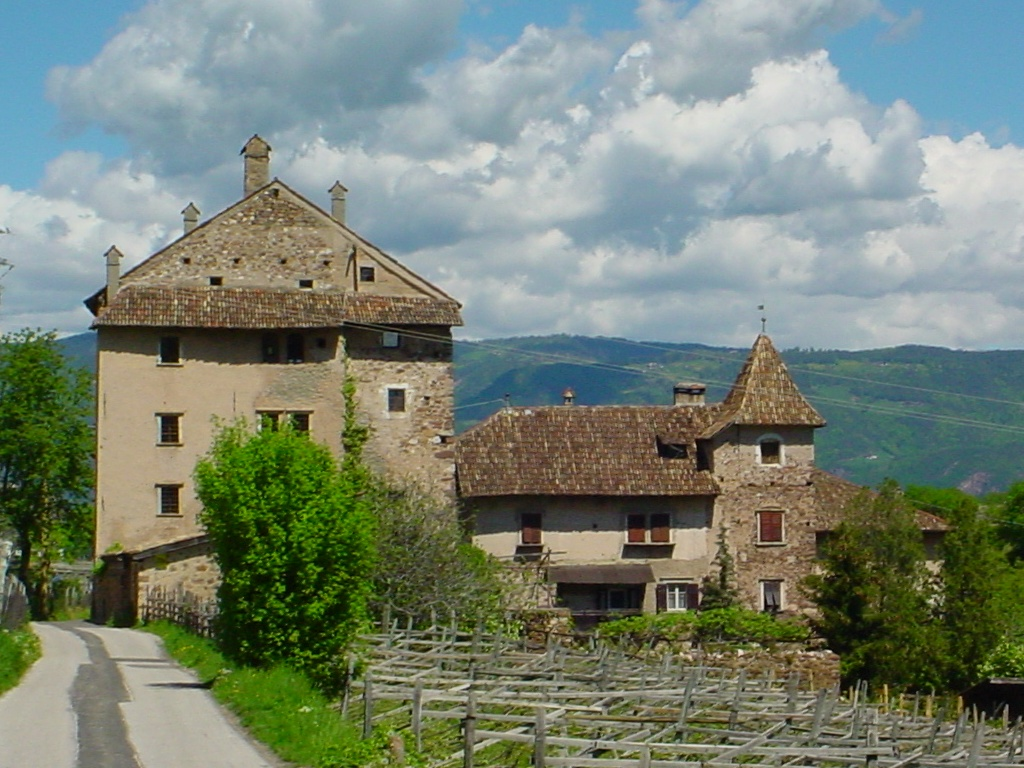
Schloss Moos-Schulthaus